# 霧崎遼樹
霧崎 遼樹（きりさき りょうき、1971年5月15日 -）は、日本の小説家。大阪府出身。

## 人物
- 関西大学在学中、1993年、『眠り姫は魔法を使う』で第3回ジャンプ小説・ノンフィクション大賞佳作。
- 時代劇「必殺シリーズ」の熱烈なファンで、酒豪でもある。また、非常に駄洒落を好む。
- ペンネームの由来は、アマチュア投稿時代の「切り裂き猟奇」が転じたもの。当初は「霧咲遼樹」の表記で活動。一時期、読みは同じ「桐咲了酒」に表記を変えていたが、編集側の意向により元に戻した。2009年から「霧崎遼樹」の表記となっている。

## 作品リスト
- 眠り姫は魔法を使う（集英社、ジャンプ ジェイ ブックス、1995年）
- リパーゲーム（集英社、ジャンプ ジェイ ブックス、1996年）
- D室の子猫の冒険（集英社、ジャンプ ジェイ ブックス、1998年）
- 鋼仁戦記（電撃文庫、メディアワークス、1998年）
- 快傑！トリック☆スターズ 怪盗右京からの挑戦状（エンターブレイン、ファミ通文庫、2004年） - 桐咲了酒名義
- シャドウ・リンカーズ 闇ノ絆（トクマ・ノベルズEdge、徳間書店、2006年）
- シャドウ・リンカーズ 妖し殺し幻ノ女（トクマ・ノベルズEdge、徳間書店、2008年）
- 裁かれざる殺人 警視庁死番係（徳間書店〈徳間文庫〉、2009年）
- 虚ろなる冤罪 警視庁死番係（徳間書店〈徳間文庫〉、2010年）
- 警部くずれ（徳間書店〈徳間文庫〉、2011年）
- 錆びた正義（徳間書店〈徳間文庫〉、2012年）

### 単行本未収録
- 黒猫探偵倶楽部（ラポート〔当時〕、ファンロード連載） ※読者参加企画
- 酔狂花吹雪（グライドメディア、投稿道F連載）